# Đội tuyển Fed Cup Trinidad và Tobago
Đội tuyển Fed Cup Trinidad và Tobago đại diện Trinidad và Tobago ở giải đấu quần vợt Fed Cup và được quản lý bởi Quần vợt TT. Đội chưa thi đấu lại kể từ năm 2015.

## Lịch sử
Trinidad và Tobago tham dự kì Fed Cup đầu tiên vào năm 1990.  Thành tích tốt nhất của đội là vào đến vòng loại khu vực chung kết năm 1993.